# Dzjanis Hračycha
Dzjanis Viktaravič Hračycha (in bielorusso Дзяніс Віктаравіч Грачыха?; Mahilëŭ, 22 maggio 1999) è un calciatore bielorusso, centrocampista della Dinamo Minsk e della nazionale bielorussa.

## Carriera

### Club
Cresciuto nel settore giovanile del Dnjapro Mahilëŭ, ha esordito in prima squadra il 23 ottobre 2017 disputando l'incontro di campionato perso per 0-2 contro il BATĖ Borisov.

### Nazionale
Ha giocato nella nazionale bielorussa Under-21.
Il 3 giugno 2022 ha esordito con la nazionale maggiore giocando l'incontro perso per 0-1 contro la Slovacchia, valido per la UEFA Nations League 2022-2023.

## Statistiche

### Presenze e reti nei club
Statistiche aggiornate al 4 giugno 2022.
| Stagione               | Squadra                | Campionato             | Campionato | Campionato | Coppe nazionali | Coppe nazionali | Coppe nazionali | Coppe continentali | Coppe continentali | Coppe continentali | Altre coppe | Altre coppe | Altre coppe | Totale | Totale |
| Stagione               | Squadra                | Comp                   | Pres       | Reti       | Comp            | Pres            | Reti            | Comp               | Pres               | Reti               | Comp        | Pres        | Reti        | Pres   | Reti   |
| ---------------------- | ---------------------- | ---------------------- | ---------- | ---------- | --------------- | --------------- | --------------- | ------------------ | ------------------ | ------------------ | ----------- | ----------- | ----------- | ------ | ------ |
| 2017                   | Dnjapro Mahilëŭ        | VL                     | 4          | 0          |                 | -               | -               |                    | -                  | -                  |             | -           | -           | 4      | 0      |
| 2018                   | Dnjapro Mahilëŭ        | VL                     | 26         | 0          | CB+CB           | 4+1             | 0               |                    | -                  | -                  |             | -           | -           | 31     | 0      |
| Totale Dnjapro Mahilëŭ | Totale Dnjapro Mahilëŭ | Totale Dnjapro Mahilëŭ | 30         | 0          |                 | 5               | 0               |                    | -                  | -                  |             | -           | -           | 35     | 0      |
| 2019                   | Ruch Brėst             | 1L                     | 23+2       | 7+0        | CB              | 2               | 0               |                    | -                  | -                  |             | -           | -           | 27     | 7      |
| 2020                   | Ruch Brėst             | VL                     | 26         | 6          | CB              | 1               | 0               |                    | -                  | -                  |             | -           | -           | 27     | 6      |
| 2021                   | Ruch Brėst             | VL                     | 28         | 4          | CB              | 2               | 1               |                    | -                  | -                  |             | -           | -           | 30     | 5      |
| Totale Ruch Brėst      | Totale Ruch Brėst      | Totale Ruch Brėst      | 77+2       | 17         |                 | 5               | 1               |                    | -                  | -                  |             | -           | -           | 94     | 18     |
| 2022                   | Dinamo Minsk           | VL                     | 8          | 0          |                 | -               | -               |                    | -                  | -                  |             | -           | -           | 8      | 0      |
| Totale carriera        | Totale carriera        | Totale carriera        | 117        | 17         |                 | 10              | 1               |                    | -                  | -                  |             | -           | -           | 127    | 18     |

### Cronologia presenze e reti in nazionale
| Cronologia completa delle presenze e delle reti in nazionale ― Bielorussia | Cronologia completa delle presenze e delle reti in nazionale ― Bielorussia | Cronologia completa delle presenze e delle reti in nazionale ― Bielorussia | Cronologia completa delle presenze e delle reti in nazionale ― Bielorussia | Cronologia completa delle presenze e delle reti in nazionale ― Bielorussia | Cronologia completa delle presenze e delle reti in nazionale ― Bielorussia | Cronologia completa delle presenze e delle reti in nazionale ― Bielorussia | Cronologia completa delle presenze e delle reti in nazionale ― Bielorussia |
| Data                                                                       | Città                                                                      | In casa                                                                    | Risultato                                                                  | Ospiti                                                                     | Competizione                                                               | Reti                                                                       | Note                                                                       |
| -------------------------------------------------------------------------- | -------------------------------------------------------------------------- | -------------------------------------------------------------------------- | -------------------------------------------------------------------------- | -------------------------------------------------------------------------- | -------------------------------------------------------------------------- | -------------------------------------------------------------------------- | -------------------------------------------------------------------------- |
| 3-6-2022                                                                   | Novi Sad                                                                   | Bielorussia                                                                | 0 – 1                                                                      | Slovacchia                                                                 | UEFA Nations League 2022-2023 - 1º turno                                   | -                                                                          | 82’                                                                        |
| 17-11-2022                                                                 | Dubai                                                                      | Siria                                                                      | 0 – 1                                                                      | Bielorussia                                                                | Amichevole                                                                 | -                                                                          | 68’                                                                        |
| 20-11-2022                                                                 | al-'Ayn                                                                    | Oman                                                                       | 2 – 0                                                                      | Bielorussia                                                                | Amichevole                                                                 | -                                                                          | 74’                                                                        |
| 25-3-2023                                                                  | Novi Sad                                                                   | Bielorussia                                                                | 0 – 5                                                                      | Svizzera                                                                   | Qual. Euro 2024                                                            | -                                                                          |                                                                            |
| 28-3-2023                                                                  | Bucarest                                                                   | Romania                                                                    | 2 – 1                                                                      | Bielorussia                                                                | Qual. Euro 2024                                                            | -                                                                          | 85’                                                                        |
| Totale                                                                     |                                                                            | Presenze                                                                   | 5                                                                          |                                                                            | Reti                                                                       | 0                                                                          |                                                                            |

## Palmarès

### Club

#### Competizioni nazionali
- Supercoppa di Bielorussia: 1

Dinamo Minsk: 2025